# 台灣農路
台灣農路，乃依據中華民國農業部《農業部農路養護管理要點》第二條規定，指「農產及生產資材運輸，路寬在六公尺以下，三公尺以上，未依公路法管理且由本部輔建或改善之農用道路」。分布於除臺北市、舊高雄市、金門縣及連江縣以外各縣市，獨立於公路系統外。截至2025年1月，農路共8,670條，總長度12,047.936公里。

## 編號與標誌
農路編號由三個以上漢字與三位數字組成。漢字編號由三個部分組成：第一部分均為「農」一字；第二部分為該農路所在縣市簡稱，除新竹市、舊臺南市為二字以外，其他縣市均為一字；第三部分為該農路所在鄉鎮市區之簡稱，跨鄉鎮農路的漢字編號會包含所有經過的鄉鎮市區簡稱。數字形式則為001至999。
農路標誌為白底黑框圓形，圓內為黑字之數字編號，圓正上方為白字的漢字部分。一般只見於農路入口之圖型化指標左上角，指標的箭頭上所放置的標誌則不含圓上的漢字。